# دار الكتاب المقدس الهندية
دار الكتاب المقدس الهندية (BSI) هي جمعية خيرية مسيحية غير طائفية لطبع ونشر الكتاب المقدس تم إنشاؤها في مدينة بنغالور في ولاية كارناتاكا في جنوب الهند وتهدف إلى جعل الكتاب المقدس متاحًا في الهند.

## وصلات خارجية
- موقع دور الكتاب المقدس المتحدة
- الموقع الرسمي لدار الكتاب المقدس الهندية